# Besalú
Besalú (katalánská výslovnost: [bəzəˈlu]) je město v comarce Garrotxa, v provincii Girona v Katalánsku ve Španělsku.
Význam města byl větší v raném středověku, kdy bylo hlavním městem hrabství Besalú, jehož území zhruba odpovídalo dnešní comarce Garrotxa, ale někdy sahalo až po Corbières v departementu Aude ve Francii. Guifredo I. Barcelonský, považovaný za sjednotitele Katalánska, byl hrabětem z Besalú. Město je také rodištěm Raimona Vidala, středověkého trubadúra.
V roce 1966 bylo Besalú vyhlášeno historickým národním majetkem („conjunt històric-artístic“). Nejvýznamnější památkou města je románský most ze 12. století přes řeku Fluvià, který má bránu uprostřed. Kostel Sant Pere byl vysvěcen v roce 1003. Město se pyšní arkádovými uličkami a náměstími, stejně jako obnovenou mikve – židovskou rituální lázní pocházející z 11. nebo 12. století – a pozůstatky středověké synagogy, které se nacházejí v dolní části města poblíž řeky. V Besalú se také nachází Muzeum miniatur, které vytvořil zlatník a sběratel umění Lluís Carreras.

## Historie města
Město Besalú zažilo Římany, Vizigóty, muslimy i Franky. V jedenáctém století se stalo sídlem hrabat z Besalú a románská architektura zůstala zachována dodnes. Mezi hlavní dominanty města patří opevněný most z 11. století, benediktinský klášter Sant Pere, kostel Sant Vicenc či budova radnice.